# Padre Zezinho
Padre Zezinho, al secolo José Fernandes de Oliveira (8 giugno 1941), è un religioso, cantautore e scrittore brasiliano.
Considerato uno dei più grandi nomi della musica cristiana contemporanea, di cui è anche stato uno dei pionieri, ha pubblicato alcuni dei suoi album firmandosi Pe. Zezinho.
Di sé ha detto: "Sono un prete che canta e non un cantante che è prete", ribadendo così che la sua prima missione era il sacerdozio e che la musica era solo uno strumento da lui usato per parlare di Dio. Ma le capacità comunicative di Padre Zezinho non si sono limitate alla musica: ha pubblicato numerosi libri, tradotti in varie lingue, e condotto programmi radiofonici.

## Biografia
Nato in una famiglia di cattolici osservanti, già nell'infanzia frequentò assiduamente i sacerdoti, che assistevano suo padre, rimasto paralizzato dopo un incidente. Da lui ereditò l'amore per la musica. 
Entrò nel seminario dei Padri Dehoniani all'età di undici anni. Nel 1964 compose i primi canti. Fu ordinato sacerdote nel 1966, a 25 anni, negli Stati Uniti (ma non è mai diventato parroco). Ritornò subito dopo in Brasile.  
Intraprese la carriera di cantante nel 1967. Due anni dopo registrò Canção da Amizade (Shalom), il suo primo singolo, per Paulinas COMEP. Fu uno dei pionieri nell'uso di strumenti moderni, come la chitarra elettrica e la batteria, nella musica religiosa. Seguì quindi il primo di una lunga serie di album, 120 in tutto, registrati in cinque lingue, tra cui l'italiano. Ha composto più di 1.800 canzoni, anche per altri artisti. Tra i suoi brani più noti, vanno menzionati Um Certo Galileu, Maria de Nazaré, Amar Como Jesus Amou, Oração pela Família, És Água Viva, Maria da Minha Infância, Utopia, tutti cantati in seguito anche da altri artisti.
Fu un promotore entusiasta delle Conferenze dei vescovi latinoamericani (CELAM) di Medellin (1968) e Puebla (1979). Nel 1980 fu assegnato alla comunità Conventinho di Taubaté per insegnare comunicazione in quella che oggi è la Facoltà Dehoniana.
Nel 2010 è stato candidato al Latin Grammy nella categoria "Miglior album di musica cristiana in portoghese". 
Nel 2012, dopo aver superato un ictus, ha deciso di non cantare più, senza però smettere di comporre musica. 
Nel 2013 ha scritto i testi della Via Crucis presieduta da papa Francesco durante la Giornata mondiale della gioventù di Rio de Janeiro.
Nel 2014 le poste brasiliane gli hanno dedicato un francobollo. 
Ha ricevuto una Laurea Honoris Causa dalla Pontificia Università Cattolica del Paraná (PUCPR) nel 2016.
L'8 giugno 2021, giorno del suo ottantesimo compleanno, ha celebrato una messa live sul proprio canale YouTube, che contava allora 170.000 iscritti. Nell'occasione ha anche lanciato ufficialmente la casa editrice SCJ. La diretta è poi proseguita per quattro ore con interventi di vari ospiti. 

## Discografia parziale
- 1972 - Estou Pensando em Deus
- 1973 - Canção para Meu Deus

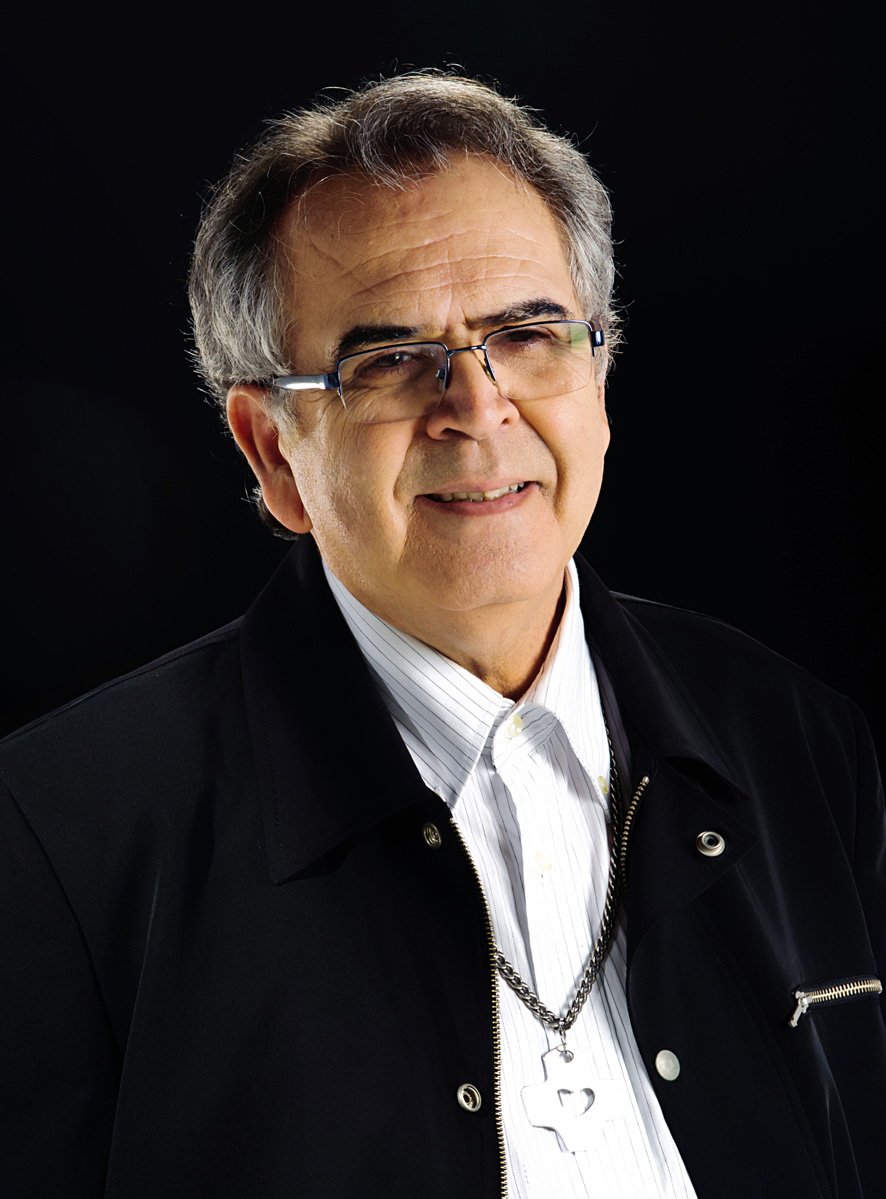
Padre Zezinho nel 2011

- 1973 - Ágape: Músicas para Celebrações Eucarísticas
- 1974 - Histórias Que Eu Conto e Canto
- 1974 - Convívio: Músicas Para Encontros da Comunidade Cristã (Missa Ágape II)
- 1975 - Um Certo Galileu 1
- 1976 - Verdades
- 1977 - Teodicéia 1: Missa Maranathá
- 1977 - Teodicéia 2: Verdades Que Eu Rezo e Canto
- 1977 - Teodicéia 3: Cantigas de Dor e Esperança
- 1978 - Reviravolta
- 1978 - O Filho do Carpinteiro
- 1978 - Não Deixes que Eu Me Canse
- 1978 - À Sombra de Tuas Asas
- 1979 - Cantigas de Pão e Vinho
- 1980 - Quietude
- 1981 - Um Certo Galileu 2
- 1981 - Lá na Terra do Contrário
- 1982 - Qualquer Coisa de Novo
- 1983 - Oferenda
- 1984 - Coragem de Sonhar
- 1985 - Graça e Paz
- 1985 - Deus é Bonito!
- 1986 - Opereta Irmã Clara e Pai Francisco
- 1987 - Pra Ver a Paz Acontecer
- 1988 - Uma Canção Talvez
- 1989 - Sem Ódio e Sem Medo
- 1990 - Sol Nascente, Sol Poente
- 1991 - Canções Que o Amor Escreveu
- 1992 - Sereno e Forte
- 1993 - Canções para Quem não Reza
- 1994 - Ir ao Povo
- 1995 - Quando a Gente Encontra Deus
- 1996 - Canções Que a Fé Escreveu
- 1996 - Missa Fazedores da Paz
- 1997 - Canções Que a Vida Escreveu
- 1998 - Fortes na Fé
- 1998 - Canção para Meu Deus (Regravação)
- 1999 - Alpendres, Varandas e Lareiras 1
- 1999 - Alpendres, Varandas e Lareiras 2
- 2000 - Canções em Fé Maior
- 2000 - Criancices
- 2001 - Um Grito de Paz
- 2002 - Canções para o Sol Maior
- 2002 - Sereno e Forte (Remix 2002)
- 2003 - Ele Me Ungiu
- 2003 - Oremos pela Terra
- 2004 - Contemplativo / Quando Me Chamaste
- 2004 - Diante do Presépio
- 2006 - Canções Que a Família Escreveu
- 2007 - Manhãs Iluminadas
- 2008 - Deus É Muito Mais
- 2008 - Discípulos e Missionários
- 2008 - Cuida Bem da Palavra
- 2009 - Ao País dos Meus Sonhos
- 2009 - Coisas que Já Sei 1 (Disponível também em Versão Instrumental)
- 2010 - Mil Canções para Maria (PROCADE)
- 2011 - Quando Deus se calou (Disponível também em Versão Instrumental)
- 2011 - 45 anos de canção (Ao vivo)
- 2013 - Fez a paz acontecer
- 2013 - Ao vivo em Belém-PA
- 2014 - De Volta para o meu interior
- 2016 - Mil vezes Aparecida - o musical

## Libri

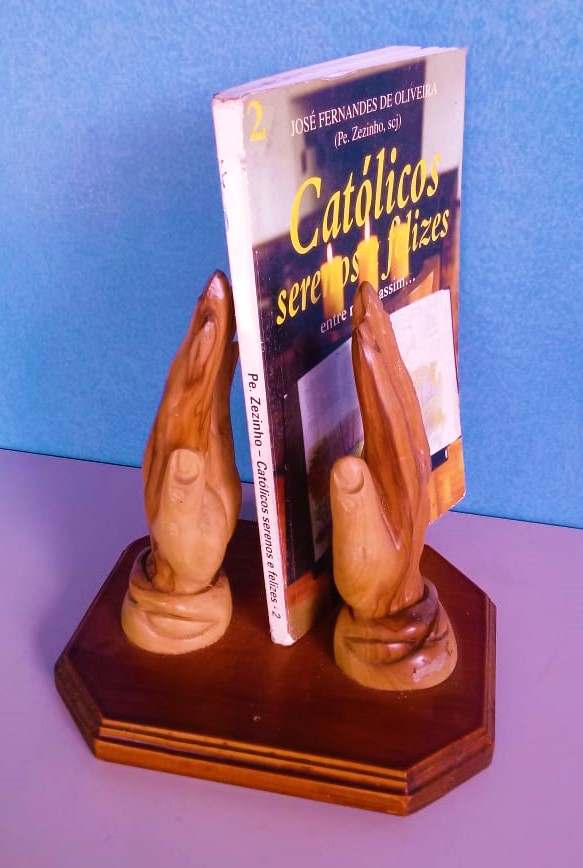
Copia del libro Catolicos serenos e felizes di Padre Zezinho

- 1971: Alicerce para um mundo novo (Ed. Paulinas)
- 1971: Gente como nós
- 1971: A juventude é uma parábola (Ed. Paulinas)
- 1971: Meu povo minha igreja (Ed. Paulinas)
- 1972: Um Cristo para os seus amigos (Ed. Paulinas)
- 1972: Os jovens estão rezando (Ed. Paulinas)
- 1972: Este rebelde quer ser padre (Ed. Paulinas)
- 1972: Cantiga de libertação (Ed. Paulinas)
- 1972: A revolta e a paz de Maria Helena (Ed. Paulinas)
- 1972: Meu mundo adolescente (Ed. Paulinas)
- 1972: Diga ao mundo que sou jovem (Ed. Paulinas)
- 1973: Um certo Jesus da Silva (Ed. Paulinas)
- 1973: O diálogo da vida (Ed. Paulinas)
- 1973: Uma jovem chamada Maria (Ed. Paulinas)
- 1973: Pastoral das vocações (Ed. Paulinas)
- 1973: A comunidade jovem (Ed. Paulinas)
- 1974: Ágape (Ed. Paulinas)
- 1974: Convívio – Quando Jessus passar (Ed. Paulinas)
- 1974: Esta menina está ficando Igreja (Ed. Paulinas)
- 1974: O Espírito sopra onde quer (Ed. Paulinas)
- 1974: Um jovem custa muito pouco (Ed. Paulinas)
- 1974: Jesus Cristo me deixou inquieto (Ed. Paulinas)
- 1974: A juventude agora (Ed. Paulinas)
- 1974: A pressa é inimiga do casamento (Ed. Paulinas)
- 1975: Meu Cristo jovem foi ficando adulto (Ed. Paulinas)
- 1975: Jesus falou e disse (Ed. Paulinas)
- 1975: Histórias que Jesus contava (Ed. Paulinas)
- 1975: Seu filho: Anjo ou demônio? (Ed. Paulinas)
- 1975: Os jovens em um minuto (Ed. Paulinas)
- 1975: Esta Igreja magnífica e seus leigos maravilhosos (Ed. Paulinas)
- 1976: Esta juventude magnífica e seus namoros nem sempre maravilhosos (Ed. Paulinas)
- 1976: Esquemas de perseverança Vol.01 (Ed. Paulinas)
- 1976: Esquemas de perseverança Vol.02 (Ed. Paulinas)
- 1976: Esquemas de perseverança Vol.03 (Ed. Paulinas)
- 1977: Ao meu Cristo adolescente (Ed. Paulinas)
- 1978: Não digas não a Deus (Ed. Paulinas)
- 1978: A Igreja dos cegos, dos surdos e dos mudos (Ed. Paulinas)
- 1978: Por causa de um certo Reino (Ed. Paulinas)
- 1978: Teatro jovem na Igreja (Ed. Paulinas)
- 1978: A Igreja do certo e do errado (Ed. Paulinas)
- 1978: Não deixes que eu me canse (Ed. Paulinas)
- 1980: O agitado coração adolescente (Ed. Paulinas)
- 1981: Rebeldes e inquietos em Jesus Cristo (Ed. Paulinas)
- 1982: Porque Deus me chamou... (Ed. Paulinas)
- 1982: Um coração que seja puro (Ed. Paulinas)
- 1982: O direito de ser jovem (Ed. Paulinas)
- 1982: Seu filho (guia para os pais) (Ed. Paulinas)
- 1982: Pastoral de Juventude (Ed. Paulinas)
- 1982: Senhor, que queres que eu faça? (Ed. Paulinas)
- 1982: A família em 1 minuto (Ed. Paulinas)
- 1982: Eduque seu filho para Deus (Ed. Santuário, Aparecida)
- 1983: Estou pensando em Deus (Ed. Santuário, Aparecida)
- 1983: O sexo que Deus lhe deu (Ed. Paulinas)
- 1983: Nós, os Católicos Romanos (Ed. Paulinas)
- 1984: Viver como Jesus viveu (Ed. Paulinas)
- 1984: Em paz com Deus e com a vida (Ed. Paulinas)
- 1984: O incômodo e magnífico Jesus de Nazeré (Ed. Paulinas)
- 1985: Desculpa Deus, ainda não sei rezar (Ed. Paulinas)
- 1985: Ensina-me a ser pobre de verdade (Ed. Paulinas)
- 1986: Três minutos de Juventude (Ed. Paulinas)
- 1987: A dor que dói na Juventude (Ed. Paulinas)
- 1988: Amizade talvez seja isso... (Ed. Paulinas)
- 1988: Essa dor que dói no mundo... (Ed. Paulinas)
- 1988: E Deus te quis mulher (Ed. Paulinas)
- 1989: A difícil arte de ser bom (Ed. Paulinas)
- 1989: A vocação de cada um (Ed. Paulinas)
- 1991: História de Simone (Ed. Paulinas)
- 1991: Oi, Deus! Meu nome é Zé (Ed. Paulinas)
- 1991: A geração insatisfeira (Ed. Paulinas)
- 1992: Há quem diga... Que o amor é um riacho... (Ed. Paulinas)
- 1995: Missa Ir ao Povo (Ed. Paulinas)
- 1996: Católicos pela graça de Deus (Ed. Paulinas)
- 1996: Em nome dos pais e dos filhos (Ed. Paulinas)
- 1996: Claro como a luz do dia (Ed. Paulinas)
- 1997: Tranquilamente Católico (Ed. Paulinas)
- 1997: Católicos serenos e felizes (Ed. Paulinas)
- 1999: Orar e pensar como família (Ed. Paulinas)
- 2002: Batizados e batizadores, O difícil caminho das águas (Ed. Paulinas)
- 2003: Apenas um rio que passa (Ed. Paulinas)
- 2003: Palavras que não passam (Ed. Paulinas)
- 2003: A fé humilde (Ed. Paulinas)
- 2003: O amor humilde (Ed. Paulinas)
- 2004: Novos púlpitos e novos pregadores (Ed. Paulinas)
- 2005: O Deus que achamos ter achado (Ed. Paulinas)
- 2006: Adolescentes em busca de algo mais (Ed. Paulinas)
- 2006: Adolescentes em busca de um porquê (Ed. Paulinas)
- 2007: Adolescentes em busca de si mesmos (Ed. Paulinas)
- 2007: De família sitiada à família situada (Ed. Paulinas)
- 2007: Do púlpito para as antenas, a difícil transição (Ed. Paulinas)
- 2007: Meu jeito de ser católico (Ed. Paulinas)
- 2008: Maria do jeito certo (Ed. Paulinas)
- 2009: De volta ao catolicismo (Ed. Paulinas)
- 2010: Um rosto para Jesus Cristo (Ed. Paulinas)
- 2011: João Leão Dehon, o profeta do verbo ir (Ed. Paulinas)
- 2012: Melhores filhos, melhores pais (Ed. Paulinas)
- 2012: Ser um entre bilhões (Ed. Paulinas)
- 2012: Juventude: Crises, cruzes e luzes (Ed. Paulinas)
- 2013: Pensar como jesus pensou (Ed. Paulinas)
- 2013: Chamados a cantar a Fé (Ed. Paulinas)
- N/D: Bem-aventurados os pacifistas (Ed. Paulinas)
- N/D: Dez poemas de paz inquieta (Ed. Paulinas)
- N/D: A paz é possível! (Ed. Paulinas)
- N/D: Jesus Cristo que também foi jovem... (Ed. Paulinas)